# Ceratophyllus phrillinae
Ceratophyllus phrillinae är en loppart som beskrevs av Smit 1976. Ceratophyllus phrillinae ingår i släktet Ceratophyllus och familjen fågelloppor. Inga underarter finns listade i Catalogue of Life.